# Scherpenzeel
Scherpenzeel (baix alemany Schaarpezeel) és un municipi de la província de Gelderland, al centre-est dels Països Baixos. L'1 de gener del 2009 tenia 9.275 habitants repartits sobre una superfície de 13,84 km² (dels quals 0,03 km² corresponen a aigua). Limita al nord-est amb Barneveld, a l'oest amb Woudenberg (U) i a l'est amb Renswoude (U).

## Administració
El consistori consta de 13 membres, compost per:
- Partit del Treball, (PvdA) 3 regidors
- Crida Demòcrata Cristiana, (CDA) 2 regidors
- SGP, 2 regidors
- Partit Popular per la Llibertat i la Democràcia, (VVD) 2 regidors
- ChristenUnie, 2 regidors
- Grup Van Es/Van de Glind: 2 regidors